# Leuciscinae
A Leuciscinae a sugarasúszójú halak (Actinopterygii) osztályának pontyalakúak (Cypriniformes) rendjébe, ezen belül a pontyfélék (Cyprinidae) családjába tartozó alcsalád.

## Rendszerezés

### Leucisciniklád (tribus)
- Leuciscus Cuvier, 1816 - 19 faj típusnem
- Acanthobrama (Heckel, 1843)
  - Acanthobrama marmid (Heckel, 1843)
  - Acanthobrama centisquama (Heckel, 1843)
  - Acanthobrama tricolor (Lortet, 1883)
  - Acanthobrama terraesanctae (Steinitz, 1952)
  - Acanthobrama lissneri (Tortonese, 1952)
  - Acanthobrama mirabilis (Ladiges, 1960)
  - Acanthobrama hadiyahensis (Coad, Alkachem & Behnke, 1983)
- Algansea (Girard, 1856)
- Anaecypris Collares-Pereira, 1983 - 1 faj
- Aztecula (Jordan & Evermann, 1898)
  - Aztecula sallaei (Günther, 1868)
- Candidia (Jordan & Richardson, 1909)
  - Candidia barbatus (Regan, 1908)
  - Candidia pingtungensis (Chen, Wu & Hsu, 2008)
- Chondrostoma Agassiz, 1832 - 20 faj
- Parachondrostoma Robalo, V. C. Almada, Levy & Doadrio, 2007 - 4 faj
- Pimephales Rafinesque, 1820 - 4 faj
- Protochondrostoma Robalo, V. C. Almada, Levy & Doadrio, 2007 - 1 faj
- Pseudochondrostoma Robalo, V. C. Almada, Levy & Doadrio, 2007 - 3 faj
- Achondrostoma Robalo, et al., 2007 - 4 faj
- Iberochondrostoma Robalo, V. C. Almada, Levy & Doadrio, 2007 - 5 faj
- Clinostomus (Girard, 1856)
  - Clinostomus elongatus (Kirtland, 1840)
  - Clinostomus funduloides (Girard, 1856)
- Couesius (Jordan, 1878)
  - Couesius plumbeus (Agassiz, 1850)
- Dionda (Girard, 1856)
- Cyprinella (Girard, 1856)
- Distoechodon (Peters, 1881)
  - Distoechodon tumirostris (Peters, 1881)
  - Distoechodon macrophthalmus (Zhao, Kullander & Zhang, 2008)
- Eremichthys (Hubbs & Miller, 1948)
  - Eremichthys acros (Hubbs Günther, Miller, 1948)
- Erimonax (Jordan, 1924)
  - Erimonax monachus (Cope, 1868)
- Exoglossum (Rafinesque, 1818)
  - Exoglossum maxillingua (Le Sueur, 1817)
  - Exoglossum laurae (Hubbs, 1931)
- Hemitremia (Cope, 1870)
  - Hemitremia flammea (Jordan & Gilbert, 1878)
- Hesperoleucus (Snyder, 1913)
  - Hesperoleucus symmetricus (Baird & Girard, 1854)
- Hybopsis (Agassiz, 1854)
  - Hybopsis amblops (Rafinesque, 1820)
  - Hybopsis dorsalis (Agassiz, 1854)
  - Hybopsis winchelli (Girard, 1856)
  - Hybopsis boucardi (Günther, 1868)
  - Hybopsis hypsinotus (Cope, 1870)
  - Hybopsis rubrifrons (Jordan, 1877)
  - Hybopsis amnis (Hubbs & Greene, 1951)
  - Hybopsis lineapunctata (Clemmer & Suttkus, 1971)
- Iberocypris (Doadrio, 1980)
  - Iberocypris alburnoides (Steindachner, 1866)
- Iotichthys (Jordan & Evermann, 1896)
  - Iotichthys phlegethontis (Cope, 1874)
- Lavinia (Girard, 1854)
  - Lavinia exilicauda (Baird & Girard, 1854)
- Leucaspius Heckel & Kner, 1858 - 1 faj
- Luxilus (Rafinesque, 1820)
  - Luxilus cornutus (Mitchill, 1817)
  - Luxilus chrysocephalus (Rafinesque, 1820)
  - Luxilus zonatus (Putnam, 1863)
  - Luxilus cerasinus (Cope, 1868)
  - Luxilus coccogenis (Cope, 1868)
  - Luxilus zonistius (Jordan, 1880)
  - Luxilus albeolus (Jordan, 1889)
  - Luxilus pilsbryi (Fowler, 1904)
  - Luxilus cardinalis (Mayden, 1988)
- Lythrurus (Jordan, 1876)
  - Lythrurus umbratilis (Girard, 1856)
  - Lythrurus ardens (Cope, 1868)
  - Lythrurus matutinus (Cope, 1870)
  - Lythrurus lirus (Jordan, 1877)
  - Lythrurus bellus (Hay, 1881)
  - Lythrurus roseipinnis (Hay, 1885)
  - Lythrurus fasciolaris (Gilbert, 1891)
  - Lythrurus fumeus (Evermann, 1892)
  - Lythrurus atrapiculus (Snelson, 1972)
  - Lythrurus alegnotus (Snelson, 1972)
  - Lythrurus snelsoni (Robinson, 1985)
- Macrhybopsis (Cockerell & Allison, 1909)
  - Macrhybopsis storeriana (Kirtland, 1844)
  - Macrhybopsis macrochirus (Valenciennes, 1844)
  - Macrhybopsis hyostoma (Gilbert, 1884)
  - Macrhybopsis aestivalis (Girard, 1856)
  - Macrhybopsis gelida (Girard, 1856)
  - Macrhybopsis tetranema (Gilbert, 1886)
  - Macrhybopsis marconis (Jordan & Gilbert, 1886)
  - Macrhybopsis meeki (Jordan & Evermann, 1896)
  - Macrhybopsis australis (Hubbs & Ortenburger, 1929)
- Margariscus (Cockerell, 1909)
  - Margariscus margarita (Cope, 1867)
- Mylocheilus (Agassiz, 1855)
  - Mylocheilus caurinus (Richardson, 1836)
- Mylopharodon (Ayres, 1855)
  - Mylopharodon conocephalus (Baird & Girard, 1854)
- Notemigonus (Rafinesque, 1819)
  - Notemigonus crysoleucas (Mitchill, 1814)
- Notropis (Cope, 1865)
  - Notropis atherinoides (Rafinesque, 1818)
  - Notropis bifrenatus (Cope, 1867)
  - Notropis blennius (Girard, 1856)
  - Notropis buccatus (Cope, 1865)
  - Notropis chalybaeus (Cope, 1867)
  - Notropis chiliticus (Cope, 1870)
  - Notropis rubellus (Agassiz, 1850)
  - Notropis hudsonius (Clinton, 1824)
  - Notropis boops (Gilbert, 1884)
  - Notropis atrocaudalis (Evermann, 1892)
  - Notropis braytoni (Jordan & Evermann, 1896)
  - Notropis buchanani (Meek, 1895)
  - Notropis calientis (Jordan & Snyder, 1899)
  - Notropis chihuahua (Woolman, 1892)
  - Notropis chlorocephalus (Cope, 1870)
  - Notropis chrosomus (Jordan, 1877)
  - Notropis cumingii (Günther, 1868)
  - Notropis procne (Cope, 1865)
  - Notropis shumardi (Girard, 1856)
  - Notropis ludibundus (Girard, 1856)
  - Notropis rubricroceus (Cope, 1868)
  - Notropis sabinae (Jordan & Gilbert, 1886)
  - Notropis scabriceps (Cope, 1868)
  - Notropis scepticus (Jordan & Gilbert, 1883)
  - Notropis simus (Cope, 1876)
  - Notropis stilbius (Jordan, 1877)
  - Notropis texanus (Girard, 1856)
  - Notropis spectrunculus (Cope, 1868)
  - Notropis stramineus (Cope, 1865)
  - Notropis telescopus (Cope, 1868)
  - Notropis volucellus (Cope, 1865)
  - Notropis heterodon (Cope, 1865)
  - Notropis topeka (Gilbert, 1884)
  - Notropis xaenocephalus (Jordan, 1877)
  - Notropis heterolepis (Eigenmann & Eigenmann, 1893)
  - Notropis hypselopterus (Günther, 1868)
  - Notropis jemezanus (Cope, 1876)
  - Notropis leuciodus (Cope, 1868)
  - Notropis longirostris (Hay, 1881)
  - Notropis lutipinnis (Jordan & Brayton, 1878)
  - Notropis maculatus (Hay, 1881)
  - Notropis metallicus (Jordan & Meek, 1884)
  - Notropis micropteryx (Cope, 1868)
  - Notropis nubilus (Forbes, 1878)
  - Notropis orca (Woolman, 1895)
  - Notropis ozarcanus (Meek, 1891)
  - Notropis percobromus (Cope, 1871)
  - Notropis altipinnis (Cope, 1870)
  - Notropis amabilis (Girard, 1856)
  - Notropis photogenis (Cope, 1865)
  - Notropis amoenus (Abbott, 1874)
  - Notropis anogenus (Forbes, 1885)
  - Notropis ariommus (Cope, 1867)
  - Notropis alborus (Hubbs & Raney, 1947)
  - Notropis ammophilus (Suttkus & Boschung, 1990)
  - Notropis asperifrons (Suttkus & Raney, 1955)
  - Notropis baileyi (Suttkus & Raney, 1955)
  - Notropis bairdi (Hubbs & Ortenburger, 1929)
  - Notropis buccula (Cross, 1953)
  - Notropis cahabae (Mayden & Kuhajda, 1989)
  - Notropis candidus (Suttkus, 1980)
  - Notropis cummingsae (Myers, 1925)
  - Notropis edwardraneyi (Suttkus & Clemmer, 1968)
  - Notropis euryzonus (Suttkus, 1955)
  - Notropis girardi (Hubbs & Ortenburger, 1929)
  - Notropis greenei (Hubbs & Ortenburger, 1929)
  - Notropis imeldae (Cortés, 1968)
  - Notropis harperi (Fowler, 1941)
  - Notropis hypsilepis (Suttkus & Raney, 1955)
  - Notropis nazas (Meek, 1904)
  - Notropis mekistocholas (Snelson, 1971)
  - Notropis melanostomus (Bortone, 1989)
  - Notropis moralesi (de Buen, 1955)
  - Notropis ortenburgeri (Ortenburger & Hubbs, 1927)
  - Notropis oxyrhynchus (Hubbs & Bonham, 1951)
  - Notropis perpallidus (Hubbs & Black, 1940)
  - Notropis aguirrepequenoi (Contreras-Balderas & Rivera, 1973)
  - Notropis petersoni (Fowler, 1942)
  - Notropis potteri (Hubbs & Bonham, 1951)
  - Notropis rafinesquei (Suttkus, 1991)
  - Notropis rubescens (Bailey in Robins, 1991)
  - Notropis rupestris (Page & Beckham, 1987)
  - Notropis semperasper (Gilbert, 1961)
  - Notropis stonei (Fowler, 1921)
  - Notropis wickliffi (Trautman, 1931)
  - Notropis uranoscopus (Suttkus, 1959)
  - Notropis tropicus (Hubbs & Miller, 1975)
  - Notropis suttkusi (Humphries, 1994)
  - Notropis albizonatus (Warren & Burr, 1994)
  - Notropis calabazas (Lyons & Mercado-Silva, 2004)
  - Notropis amplamala (Pera & Armbruster, 2006)
- Ochetobius (Günther, 1868)
  - Ochetobius elongatus (Kner, 1867)
- Opsopoeodus (Hay, 1881)
  - Opsopoeodus emiliae (Hay, 1881)
- Oregonichthys (Hubbs, 1929)
  - Oregonichthys crameri (Snyder, 1908)
  - Oregonichthys kalawatseti (Markle, Pearsons & Bills, 1991)
- Pachychilon Steindachner, 1882 - 2 faj
- Phenacobius (Cope, 1867)
  - Phenacobius mirabilis (Girard, 1856)
  - Phenacobius uranops (Cope, 1867)
  - Phenacobius teretulus (Cope, 1867)
  - Phenacobius catostomus (Jordan, 1877)
  - Phenacobius crassilabrum (Minckley & Craddock, 1962)
- Phoxinellus Heckel, 1843 - 3 faj
- Delminichthys Freyhof, Lieckfeldt, Bogutskaya, Pitra & Ludwig, 2006 - 4 faj
- Platygobio (Gill, 1863)
  - Platygobio gracilis (Richardson, 1836)
- Pogonichthys (Girard, 1854)
  - † Pogonichthys ciscoides (Hopkirk, 1974) [IUCN Extinct 1996]
  - Pogonichthys macrolepidotus (Ayres, 1854)
- Phoxinus Rafinesque, 1820 - 21 faj
- Chrosomus - Észak-amerikai csellék
  - Chrosomus “Phoxinus” erythrogaster (Rafinesque, 1820)
  - Chrosomus “Phoxinus” eos (Cope, 1861)
  - Chrosomus “Phoxinus” cumberlandensis (Starnes & Starnes, 1978)
  - Chrosomus “Phoxinus” oreas (Cope, 1868)
  - Chrosomus “Phoxinus” tennesseensis (Starnes & Jenkins, 1988)
  - Chrosomus “Phoxinus” saylori (Skelton, 2001)
    - Pfrille (subgenus)
      - Pfrille “Phoxinus” neogaeus (Cope, 1867)
- Rhynchocypris Günther, 1889 - 6 faj
- Pseudophoxinus Bleeker, 1860 - 30 faj
- Pteronotropis (Fowler, 1935)
  - Pteronotropis grandipinnis (Jordan, 1877)
  - Pteronotropis welaka (Evermann & Kendall, 1898)
  - Pteronotropis signipinnis (Bailey & Suttkus, 1952)
  - Pteronotropis hubbsi (Bailey & Robison, 1978)
  - Pteronotropis merlini (Suttkus & Mettee, 2001)
- Ptychocheilus (Agassiz, 1855)
  - Ptychocheilus oregonensis (Richardson, 1836)
  - Ptychocheilus grandis (Ayres, 1854)
  - Ptychocheilus lucius (Girard, 1856)
  - Ptychocheilus umpquae (Snyder, 1908)
- Relictus (Hubbs & Miller, 1972)
  - Relictus solitarius (Hubbs & Miller, 1972)
- Richardsonius (Girard, 1856)
  - Richardsonius balteatus (Richardson, 1836)
  - Richardsonius egregius (Girard, 1858)
- Rutilus Rafinesque, 1820 - 9 faj
- Scardinius Bonaparte, 1837 - 10 faj
- Squalius Bonaparte, 1837 - 51 faj
- Telestes Bonaparte, 1837 - 14 faj
- Tropidophoxinellus (Stephanidis, 1974)
  - Tropidophoxinellus spartiaticus (Schmidt-Ries, 1943)
  - Tropidophoxinellus hellenicus (Stephanidis, 1971)
- Yuriria (Jordan & Evermann, 1896)
  - Yuriria alta (Jordan, 1879)
  - Yuriria chapalae (Jordan & Snyder, 1899)
- Tampichthys (Schönhuth, Doadrio, Dominguez & Mayden, 2008)
  - Tampichthys rasconis (Jordan & Snyder, 1899)
  - Tampichthys ipni (Alvarez & Navarro, 1953)
  - Tampichthys erimyzonops (Hubbs & Miller, 1974)
  - Tampichthys mandibularis (Balderas & Verduzco-Martínez, 1977)
  - Tampichthys dichromus (Hubbs & Miller, 1977) syn: Dionda dichroma
  - Tampichthys catostomops (Hubbs & Miller, 1977)

### Abramidiniklád (tribus)
- Abramis (Cuvier, 1816)
- Ballerus (Heckel, 1843)
  - Ballerus ballerus (Linnaeus, 1758)
  - Ballerus sapa (Pallas, 1814)
- Blicca Heckel, 1843 - 1 faj
- Vimba Fitzinger, 1873 - 4 faj
  - Vimba vimba (Linnaeus, 1758)
  - Vimba melanops (Heckel, 1837)
  - Vimba elongata (Valenciennes, 1844)
- Orthodon (Girard, 1856)
  - Orthodon microlepidotus (Ayres, 1854)
- Moapa (Hubbs & Miller, 1948)
  - Moapa coriacea (Hubbs & Miller, 1948)
- Gila (Baird & Girard, 1853)
  - † Gila crassicauda (Baird & Girard, 1854) [IUCN Extinct 1996]
  - Gila elegans (Baird & Girard, 1853)
  - Gila atraria (Girard, 1856)
  - Gila bicolor (Girard, 1856)
  - Gila coerulea (Girard, 1856)
  - Gila intermedia (Girard, 1856)
  - Gila nigra (Cope, 1875)
  - Gila nigrescens (Girard, 1856)
  - Gila pulchra (Girard, 1856)
  - Gila robusta (Baird & Girard, 1853)
  - Gila purpurea (Girard, 1856)
  - Gila modesta (Garman, 1881)
  - Gila pandora (Cope, 1872)
  - Gila seminuda (Cope & Yarrow, 1875)
  - Gila conspersa (Garman, 1881)
  - Gila orcuttii (Eigenmann & Eigenmann, 1890)
  - Gila minacae (Meek, 1902)
  - Gila ditaenia (Miller, 1945)
  - Gila cypha (Miller, 1946)
  - Gila alvordensis (Hubbs & Miller, 1972)
  - Gila eremica (De Marais, 1991)
  - Gila boraxobius (Williams & Bond, 1980)
  - Gila brevicauda (Norris, Fischer & Minckley, 2003)
- Acrocheilus (Agassiz, 1855)
  - Acrocheilus alutaceus (Agassiz & Pickering, 1855)
- Rhinichthys (Agassiz, 1849)
  - † Rhinichthys deaconi (Miller, 1984) [IUCN Extinct 1996]
  - Rhinichthys atratulus (Hermann, 1804)
  - Rhinichthys cataractae (Valenciennes, 1842)
  - Rhinichthys obtusus (Agassiz, 1854)
  - Rhinichthys osculus (Girard, 1856)
  - Rhinichthys cobitis (Girard, 1856) syn: Tiaroga cobitis
  - Rhinichthys falcatus (Eigenmann & Eigenmann, 1893)
  - Rhinichthys umatilla (Gilbert & Evermann, 1894)
  - Rhinichthys evermanni (Snyder, 1908)
- Campostoma (Agassiz, 1855)
- Nocomis (Girard, 1856)
  - Nocomis biguttatus (Kirtland, 1840)
  - Nocomis leptocephalus (Girard, 1856)
  - Nocomis micropogon (Cope, 1865)
  - Nocomis effusus (Lachner & Jenkins, 1967)
  - Nocomis raneyi (Lachner & Jenkins, 1971)
  - Nocomis platyrhynchus (Lachner & Jenkins, 1971)
  - Nocomis asper (Lachner & Jenkins, 1971)
- Agosia (Girard, 1856)
  - Agosia chrysogaster (Girard, 1856)
- Hybognathus (Agassiz, 1855)
  - Hybognathus nuchalis (Agassiz, 1855)
  - Hybognathus regius (Girard, 1856)
  - Hybognathus placitus (Girard, 1856)
  - Hybognathus argyritis (Girard, 1856)
  - Hybognathus amarus (Girard, 1856)
  - Hybognathus hayi (Jordan, 1885)
  - Hybognathus hankinsoni (Hubbs & Jordan, 1929)
- Semotilus (Rafinesque, 1820)
  - Semotilus corporalis (Mitchill, 1817)
  - Semotilus atromaculatus (Mitchill, 1818)
  - Semotilus thoreauianus (Jordan, 1877)
  - Semotilus lumbee (Snelson & Suttkus, 1978)

### Elopichthyiniklád (tribus)
- Elopichthys (Bleeker, 1860)
  - Elopichthys bambusa (Richardson, 1845)

### Pseudaspininiklád (tribus)
- Pseudaspius (Dybowski, 1869)
  - Pseudaspius leptocephalus (Pallas, 1776)
- Tribolodon (Sauvage, 1883)
  - Tribolodon brandtii (Dybowski, 1872)
  - Tribolodon hakonensis (Günther, 1877)
  - Tribolodon ezoe (Okada & Ikeda, 1937)
  - Tribolodon nakamurai (Doi & Shinzawa, 2000)
- Luciobrama (Bleeker, 1870)
  - Luciobrama macrocephalus (Lacepede, 1803)
- Oreoleuciscus (Warpachowski, 1897)
  - Oreoleuciscus potanini (Kessler, 1879)
  - Oreoleuciscus humilis (Warpachowski, 1889)
  - Oreoleuciscus angusticephalus (Bogutskaya, 2001)

### Plagopteriniklád (tribus)
- Plagopterus (Cope, 1874)
  - Plagopterus argentissimus (Cope, 1874)
- Meda (Girard, 1856)
  - Meda fulgida (Girard, 1856)
- Snyderichthys (Miller, 1945)
  - Snyderichthys copei (Jordan & Gilbert, 1881)
- Lepidomeda (Cope, 1874)
  - † Lepidomeda altivelis (Miller & Hubbs, 1960) [IUCN Extinct 1996]
  - Lepidomeda vittata (Cope, 1874)
  - Lepidomeda albivallis (Miller & Hubbs, 1960)
  - Lepidomeda mollispinis (Miller & Hubbs, 1960)

### Peleciniklád (tribus)
- Pelecus Agassiz, 1835 - 1 faj

### Aspininiklád (tribus)
- Aspius (Agassiz, 1832)
- Aspiolucius (Berg, 1907)
  - Aspiolucius esocinus (Kessler, 1874)
- Aaptosyax (Rainboth, 1991)
  - Aaptosyax grypus (Rainboth, 1991)

### Incertae sedis
- Pelasgus (Agassiz, 1835)
- Petroleuciscus (Bogutskaya, 2002)